# Barnard Hughes
Bernard Aloysius Kiernan "Barnard" Hughes (16 de julio de 1915-11 de julio de 2006) fue un actor estadounidense de cine, teatro y televisión, famoso por la variedad de sus papeles; convirtiéndose en un actor notable en su vejez y realizando una gran cantidad de papeles en los que destacaba su figura autoritaria o paterna.

## Filmografía seleccionada

### Cine
| Año  | Título                          | Personaje                | Observaciones |
| ---- | ------------------------------- | ------------------------ | ------------- |
| 1954 | Playgirl                        | Durkin                   | No acreditado |
| 1961 | The Young Doctors               | Dr. Kent O'Donnell       |               |
| 1964 | Hamlet                          | Marcellus                |               |
| 1967 | The Borgia Stick                | Doctor Helm              | Telefilme     |
| 1969 | Midnight Cowboy                 | Towny                    |               |
| 1970 | Where's Poppa?                  | Warren J. Hendricks      |               |
| 1971 | Dr. Cook's Garden               | Elias Hart               | Telefilme     |
| 1971 | Cold Turkey                     | Dr. Proctor              |               |
| 1971 | The Pursuit of Happiness        | Juez Vogel               |               |
| 1971 | The Hospital                    | Edmund Drummond          |               |
| 1972 | Sisters                         | Arthur McLennen          |               |
| 1973 | Deadhead Miles                  | Anciano                  | No acreditado |
| 1972 | Rage                            | Dr. Spencer              |               |
| 1975 | The UFO Incident                | Dr. Benjamin Simon       | Telefilme     |
| 1977 | Oh, God!                        | Juez Baker               |               |
| 1979 | El padre Brown, detective       | Padre Brown              | Telefilme     |
| 1981 | First Monday in October         | James Jefferson Crawford |               |
| 1982 | Tron                            | Dr. Walter Gibbs         |               |
| 1982 | Best Friends                    | Tim McCullen             |               |
| 1985 | Maxie                           | Bishop Campbell          |               |
| 1986 | Where Are the Children?         | Jonathan Knowles         |               |
| 1987 | The Lost Boys                   | Abuelo                   |               |
| 1987 | A Hobo's Christmas              | Chance Grover            |               |
| 1988 | Da                              | Nick Tynan               |               |
| 1989 | Day One                         | Henry Stimson            |               |
| 1991 | Doc Hollywood                   | Dr. Aurelius Hogue       |               |
| 1993 | Sister Act 2: Back in the Habit | Maurice                  |               |
| 1995 | The Fantasticks                 | Henry Albertson          |               |
| 1995 | Past the Bleachers              | Ed Godfrey               | Telefilme     |
| 1998 | The Odd Couple II               | Beaumont                 |               |
| 1999 | Cradle Will Rock                | Frank Marvel             |               |